# الحزب الديمقراطي الشعبي المتحد
الحزب الديمقراطي الشعبي المتحد (بالصومالية: Xisbiga Udub) - أكبر حزب معارض في جمهورية أرض الصومال  يرأسه الرئيس السابق طاهر ريالي كاهن . فاز الحزب في الانتخابات الرئاسية في عام 2004، بينما خسر في انتخابات 2010 الرئاسية. كما فاز الحزب بأغلبية نسبية في انتخابات مجلس النواب البرلمانية حيث فاز ب 33 مقعدا من أصل 82 مقعدا.